# Lidský výkal

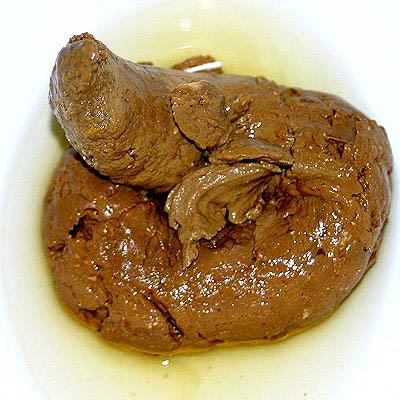
Lidský výkal

Lidský výkal (stolice, lat. faeces; exkrement, lejno, vulg. hovno) jsou nestravitelné zbytky potravy, odloupané střevní buňky, množství střevních bakterií a ze 70 % voda. Stolice se tvoří i při hladovění.
Tvar, barva a konzistence stolice se liší podle stavu trávicí soustavy, ovlivněné potravou a zdravím. Obvykle je polotuhá se slizovým obalem. Sliz (hlen) chrání stěnu střevní a zabezpečuje snadnější posouvání případné tuhé stolice. Posouvání stolice je dáno peristaltikou (ta je zprostředkována hladkými svaly ve stěně orgánů a řízena autonomní nervovou soustavou; je nezávislá na vůli). Hnědé zbarvení stolice je způsobeno žlučovými barvivy (sterkobilin – jedna z odpadních látek vznikajících odbouráním bilirubinu ve střevě). Pokud do střeva nepřichází žluč (např. při kaméncích ve žlučovodu), je stolice světlá (tzv. acholická).

## Bristolská škála typů stolice
K objektivizaci konzistence a tuhosti stolice slouží Bristolská škála, která rozděluje stolice do sedmi typů. 
- Typ 1: oddělené, tvrdé hrudky (bobky), podobné ořechu (obtížná pasáž)
- Typ 2: tvar jitrnice s naznačeným hrudkováním
- Typ 3: tvar jitrnice s rýhami na povrchu
- Typ 4: tvar jitrnice či hada, vyhlazená na povrchu a poddajná
- Typ 5: hladké hrudky, jasně oddělené okraje (snadná pasáž)
- Typ 6: kypré částečky s členitými okraji, kašovitá stolice
- Typ 7: vodnatá, bez pevných kousků, úplně tekutá stolice

Typ 1 a 2 indikují zácpu.

## Laboratorní testy výkalů
Výkaly jsou někdy potřebné pro mikrobiologické testy na určení střevních patogenů, a proto se provádějí příslušné odběry. Doma lze provést samovyšetření okultního krvácení ve stolici, které se doporučuje osobám starším 50 let jako prevence rakoviny tlustého střeva. Mnohem spolehlivější výsledky v tomto směru však poskytuje koloskopie.

## Odstraňování výkalů
Viz též články Záchod, Latrína, Kanalizace.
Zjistilo se, že důkladná eliminace výkalů je z hygienického hlediska nutná, protože výkaly přispívají k rozšiřování infekcí a střevních parazitů.
Toalety znali lidé již ve starověké Indii (před asi 4500 lety), v Římě, Egyptě a Číně.

## Výraz „stolice“
V medicíně se výkaly nazývají stolice. Kmen „stol“ se v obměnách vyskytuje i v mnoha slovanských a dalších indoevropských jazycích. Stolice jako termín pro označení lidských výkalů je odvozována z německého Stuhl (stolice ve smyslu sedadlo) – Stuhlgang (vylučování stolice, původně Gang zum Stuhl, chůze na stoličku) nebo Nachtstuhl (noční výkalová stolice).